# 地理情報隊
地理情報隊（ちりじょうほうたい、JGSDF Geospatial Intelligence Unit:GIU）は、陸上自衛隊東立川駐屯地（東京都立川市）に駐屯する陸上自衛隊中央情報隊直轄の地理情報専門の情報科部隊である。

## 概要
地理情報隊長は、1等陸佐（二）が充てられ、地理情報隊本部と本部管理中隊（航空写真の処理）、測図中隊（紙地図の測量と編集）、電子地図中隊（電子地図の編集と情報の更新）、地誌中隊（地誌資料作製）、複製補給中隊（地図の印刷・保管・提供）の5個の機能別中隊で編成されている。
東立川駐屯地に所在していた中央地理隊（Central Geospatial Service Unit:C-GSU）を改編し、2007年（平成19年）3月に中央情報隊隷下の地理情報隊として東立川駐屯地で新編された。2010年（平成22年）3月に情報科職種の創設に伴い、施設科部隊から情報科部隊に変更された。
防衛省情報本部の画像・地理部と共に、陸上自衛隊の部隊が作戦を実施する際に必要な地理情報などの収集・作成および海上自衛隊や航空自衛隊などに対する支援を主任務としている。
国土交通省国土地理院発行の地形図は横メルカトル図法で投影されており、実際の距離や面積とは誤差が生じている。そのため地図情報隊が作成する地形図には、距離や面積を計算しやすいように、横メルカトル図法に基づく投影座標と、それを基にした格子が示され、作戦指揮が執りやすいよう考慮されている。

## 沿革
- 2007年（平成19年）3月28日：防衛大臣直轄の中央地理隊が中央情報隊隷下の地理情報隊として東立川駐屯地において編成完結。新たに地誌中隊を新編し、5個中隊編成となる[2]。
- 2010年（平成22年）3月26日：情報科職種の創設に伴い、施設科部隊から情報科部隊に変更される。

## 部隊編成
- 地理情報隊本部
- 本部管理中隊「地情-本」
- 測図中隊「地情-？」
- 電子地図中隊「地情-？」
- 地誌中隊「地情-？」
- 複製補給中隊「地情-？」

## 主要幹部
| 官職名                           | 階級    | 氏名     | 補職発令日     | 前職                                                                                       |
| -------------------------------- | ------- | -------- | -------------- | ------------------------------------------------------------------------------------------ |
| 地理情報隊長 兼 東立川駐屯地司令 | 1等陸佐 | 内田英樹 | 2025年08月01日 | 陸上自衛隊教育訓練研究本部研究部総括室長 兼 防衛装備庁防衛イノベーション科学技術研究所勤務 |

| 代 | 氏名     | 在職期間                        | 出身校・期 | 前職                                                                                        | 後職                               |
| -- | -------- | ------------------------------- | ---------- | ------------------------------------------------------------------------------------------- | ---------------------------------- |
| 01 | 三浦弘二 | 2007年03月28日 - 2007年12月02日 | 防大24期   | 中央地理隊長 兼 東立川駐屯地司令                                                            | 第3施設団副団長                    |
| 02 | 長合友造 | 2007年12月03日 - 2010年03月31日 | 防大27期   | 陸上自衛隊研究本部主任研究開発官                                                            | 陸上自衛隊研究本部主任研究開発官   |
| 03 | 上條成和 | 2010年04月01日 - 2012年03月31日 | 法政大学   | 陸上幕僚監部運用支援・情報部 情報課基盤情報班長                                             | 自衛隊情報保全隊中部情報保全隊長   |
| 04 | 岩見和彦 | 2012年04月01日 - 2014年07月31日 | 防大32期   | 陸上幕僚監部運用支援・情報部 情報課基盤情報班長                                             | 自衛隊情報保全隊東北情報保全隊長   |
| 05 | 鈴木雄一 | 2014年08月01日 - 2016年07月31日 | 防大34期   | 陸上幕僚監部運用支援・情報部 情報課基盤情報班長                                             | 陸上自衛隊研究本部主任研究開発官   |
| 06 | 平瀬義   | 2016年08月01日 - 2018年07月31日 | 防大37期   | 陸上幕僚監部運用支援・情報部 情報課基盤情報班長                                             | 陸上自衛隊教育訓練研究本部主任教官 |
| 07 | 木場幸一 | 2018年08月01日 - 2020年07月31日 | 防大39期   | 陸上幕僚監部指揮通信システム・情報部 情報課総合情報班長                                     | 第32普通科連隊長                   |
| 08 | 井上嘉史 | 2020年08月01日 - 2022年07月31日 | 防大39期   | 陸上自衛隊情報学校第1教育部長                                                               | 東部方面総監部情報部長             |
| 09 | 野本肇   | 2022年08月01日 - 2025年07月31日 | 防大39期   | 陸上幕僚監部指揮通信システム・情報部 情報課情報保全室長                                     | 神町駐屯地業務隊長                 |
| 10 | 内田英樹 | 2025年08月01日                  | 防大36期   | 陸上自衛隊教育訓練研究本部研究部総括室長 兼 防衛装備庁防衛イノベーション 科学技術研究所勤務 |                                    |

## 主要装備
- 1/2tトラック / 73式小型トラック
- 1 1/2tトラック / 73式中型トラック
- 3 1/2tトラック / 73式大型トラック
- 89式5.56mm小銃
- 測量器
- 地図編集装置
- 大型製版カメラ
- 大型オフセット印刷機
- 地形情報作成管理システム
- 地図地誌解析装置
- 写真処理車
- カメラ車
- 印刷車
- UAV搭載LiDAR測量装置による3次元マッピング[5]
- ArcGISプラットフォームを活用した地理空間情報共有基盤[6]